# Soldier
Soldier är ett musikalbum av Iggy Pop som släpptes 1980. Det producerades av Pat Moran.

## Låtlista
1. "Loco Mosquito" (Iggy Pop) - 3:16
2. "Ambition" (Glen Matlock) - 3:27
3. "Knocking 'Em Down (In the City)" (Iggy Pop) - 3:23
4. "Play It Safe" (David Bowie/Iggy Pop) - 3:05
5. "Get Up and Get Out" (Iggy Pop) - 2:46
6. "Mr. Dynamite" (Glen Matlock/Iggy Pop) - 4:24
7. "Dog Food" (Iggy Pop) - 1:50
8. "I Need More" (Glen Matlock/Iggy Pop) - 4:05
9. "Take Care of Me" (Glen Matlock/Iggy Pop) - 3:28
10. "I'm a Conservative" (Iggy Pop) - 3:58
11. "I Snub You" (Barry Andrews/Iggy Pop) - 3:13

## Medverkande
- Iggy Pop
- Glen Matlock
- Ivan Kral
- Klaus Kruger
- Steve New
- Barry Andrews